# Dan Barry
Dan Barry   (Long Branch, 11 de juliol de 1923 - 25 de gener de 1997) va ser un dibuixant de còmics nord-americà. Començant en els còmics durant la dècada de 1940 amb Leonard Starr, Stan Drake i el seu germà Sy Barry, va ajudar a definir i exemplificar un tipus particular d'estil "New York Slick" que va dominar els còmics fins que la revolució Marvel va cridar l'atenció sobre l'estil de Jack Kirby. Aquest estil es caracteritzava per una atenció acurada a les línies i la clara delineació de les textures.

## Biografia
Els primers treballs de còmics de Barry incloïen Airboy, Doc Savage, Blue Bolt, així com portades del còmic Captain Midnight. Després d'un període de servei a la Força Aèria, Barry va tornar als còmics. Va assistir a Burne Hogarth amb la tira diària de Tarzan ; de 1947-48 Barry es va fer càrrec de la tira de Tarzan. El 1951 Barry va reviure la tira diària de Flash Gordon. Barry va ser ajudat inicialment amb la tira per Harvey Kurtzman, qui va escriure els guions mentre Barry va proporcionar les il·lustracions. L'historiador de còmics Drew Friedman va assenyalar que "Barry i Kurtzman van tenir una col·laboració breu i incòmoda, però la seva versió de Flash Gordon segueix sent excepcional". Més tard, altres escriptors com Harry Harrison, Bob Kanigher, Sid Jacobson, Larry Shaw i Bill Finger van contribuir amb guions a la sèrie Flash Gordon de Barry. A més, en diversos moments, el varen ajudar una sèrie d'artistes com Bob Fujitani, Fred Kida i Frank Frazetta. Quan l'artista Mac Raboy va morir el 1967, Barry també va assumir la responsabilitat de la Sunday strip de Flash Gordon. També va dibuixar The Amazing Spider-Man des del juliol de 1986 fins al gener de 1987. Va crear el pòster oficial de la versió cinematogràfica de 1980 de Flash Gordon. Després de traslladar-se a Cleveland GA, va ser ajudat en el seu treball per l'artista Gail Beckett. El 1990, va deixar Flash Gordon per complet quan el sindicat King Features li va demanar que es reduís el sou. Va dibuixar la tira còmica diària de Spider-Man durant dues setmanes el 1986.
El seu darrer treball va ser per a Dark Horse Comics, on va escriure i dibuixar molts còmics d'Indiana Jones i Predator. En reconeixement del seu treball, va rebre el premi Inkpot el 1991.